# Nueva Zelanda en los Juegos Olímpicos de Albertville 1992
Nueva Zelanda estuvo representada en los Juegos Olímpicos de Albertville 1992 por un total de 6 deportistas que compitieron en 2 deportes.  
El portador de la bandera en la ceremonia de apertura fue el patinador de velocidad en pista corta Chris Nicholson.

## Medallistas
El equipo olímpico neozelandés obtuvo las siguientes medallas:
| Nombre            | Deporte      | Competición |
| ----------------- | ------------ | ----------- |
| Oro               |              |             |
| —                 |              |             |
| Plata             |              |             |
| Annelise Coberger | Esquí alpino | Eslalon F   |
| Bronce            |              |             |
| —                 |              |             |